# قمشه سیدقاسم
قمشه سیدقاسم، روستایی از توابع بخش ماهیدشت شهرستان کرمانشاه در استان کرمانشاه ایران است.
این روستا دارای زمین های کشاورزی زیر کشت گندم و جو می باشد

## جمعیت
این روستا در دهستان ماهیدشت قرار دارد و براساس سرشماری مرکز آمار ایران در سال ۱۳۸۵، جمعیت آن ۴۹۴ نفر (۱۲۱ خانوار) بوده‌است.